# 스트라이크 (드라마)
《스트라이크》(영어: Strike)는 2017년부터 현재까지 방영된 영국의 텔레비전 드라마이다.